# Badiyal, Yadgir
Badiyal là một làng thuộc tehsil Yadgir, huyện Gulbarga, bang Karnataka, Ấn Độ.